# Кизилові гаї
Кизи́лові гаї́ — ботанічний заказник місцевого значення в Україні. Розташований в межах Саранчуківської сільської громади Тернопільського району Тернопільської області, поблизу хутора Лози (на південний захід від села Божиків), в межах схилу північної експозиції гори Привітна.
Площа — 9,6 га. Створений відповідно до рішення виконкому Тернопільської обласної ради від 30 серпня 1990 року № 189. Перебуває у віданні місцевої селянської спілки.
Під охороною на північному схилі гори Привітна — природні зарості кизилу справжнього — цінної лікарської та харчової сировини.